# Liste der Bodendenkmale in Friedrichskoog
In der Liste der Bodendenkmale in Friedrichskoog sind die Bodendenkmale der Gemeinde Friedrichskoog nach dem Stand der Bodendenkmalliste des Archäologischen Landesamts Schleswig-Holstein von 2016 aufgelistet. Die Baudenkmale sind in der Liste der Kulturdenkmale in Friedrichskoog aufgeführt.
| Denkmal-ID           | Befundart           | Bezeichnung     | Zeitstellung | Lage | Bemerkungen | Bild |
| -------------------- | ------------------- | --------------- | ------------ | ---- | ----------- | ---- |
| aKD-ALSH-Nr. 000 160 | Befestigung > Deich | Ringdeichtränke |              |      |             |      |
| aKD-ALSH-Nr. 000 161 | Befestigung > Deich | Ringdeichtränke |              |      |             |      |